# 范士恩
范士恩（1994年6月1日—）為臺灣男子籃球運動員，場上位置為中鋒，現效力於超級籃球聯賽台灣啤酒。父親是前光華男籃國手范鳴霖，范士恩畢業於信義國中、松山高中、國立臺灣科技大學，大學雙修工業管理、財務金融，2016年錄取資訊管理研究所之後仍投入超級籃球聯賽新人選秀會，在選秀會第一輪第三順位被臺灣銀行選中。2019年6月在俄羅斯大學邀請賽獲選最佳五人，同年7月轉戰台灣啤酒。2021年9月從超級籃球聯賽台灣啤酒轉移至T1聯盟台灣啤酒英熊。2023年2月在隊內訓練時因碰撞造成膝蓋髕骨軟骨受傷並動了手術進行復健。2023-24賽季范士恩選擇回到SBL台灣啤酒。

## 外部連結
- 范士恩的Instagram帳戶
- 范士恩在fiba.basketball（英语）
- 范士恩在fiba.basketball（英语）
- 范士恩在archive.fiba.com（archived）（英语）
- 范士恩在archive.fiba.com（archived）（英语）
- 范士恩在Eurobasket.com（球員）（英语）
- 范士恩在RealGM（英语）
- 范士恩在Proballers（英语）
- 范士恩在Flashscore（英语）